# フアン・カルロス・マルティン・コラル
フアン・カルロス・マルティン・コラル（Juan Carlos Martín Corral、1988年1月20日 - ）は、スペイン・カスティーリャ＝ラ・マンチャ州グアダラハラ出身のサッカー選手。ジローナFC所属。ポジションはGK。

## クラブ経歴
カスティーリャ＝ラ・マンチャ州のグアダラハラに生まれ、CDグアダラハラとラージョ・バジェカーノのカンテラを経て、2011年6月5日、セグンダ・ディビシオンのFCバルセロナB戦にて、プロデビューを果たした。
エルクレスCFに2シーズン所属した後、2013年7月2日、コルドバCFに加入すると、加入2シーズン目にはプリメーラ・ディビシオン初挑戦ながらリーグ戦32試合に出場した。
2017-18シーズンから2シーズンのみ所属していたCDルーゴでは、2018年1月20日のスポルティング・デ・ヒホン戦にて、GKながら自身キャリア初となるゴールをロングシュートによって記録した。
2019年6月25日、セグンダに降格したジローナFCに加入し、2年契約を結んだ。